# ایهالا کومبوکووا
ایهالا کومبوکووا (به لاتین: Ihala Kumbukwewa) یک منطقهٔ مسکونی در سری‌لانکا است که در استان جنوبی (سری‌لانکا) واقع شده‌است.